# Chabeli Sastre
Chabeli Sastre Gonzalez (* 1994 in Kuba) ist eine italienische Schauspielerin.

## Leben und Karriere
Gonzalez wurde 1994 in Kuba geboren. Im Alter von 6 Jahren zog sie mit ihrer Familie nach Rom. Ihr Debüt gab sie 2008 in dem Film The Story of Your Life. Von 2018 bis 2020 war sie in Baby zu sehen. Außerdem trat sie 2019 in Live Breathe Watch auf. 2021 wurde sie für den Film Der Wendepunkt gecastet. Unter anderem spielte Gonzalez 2022 in Tell it like a Woman mit.

## Filmografie
Filme
- 2008: The Story of Your Life
- 2019: Live Breathe Watch
- 2021: Der Wendepunkt (La svolta)
- 2022: Tell it like a Woman

Serien
- 2018–2020: Baby